# FIFA 온라인 (비디오 게임)
피파 온라인》(FIFA Online)은 2006년 5월, 전 세계 최초로 대한민국에서 처음 출시한 피파 시리즈의 온라인판으로, 여러 스포츠 게임으로 유명한 EA사와 대한민국의 네오위즈가 제휴하여 공동 제작한 게임이다.
피파 시리즈의 온라인판이므로 피파 온라인이 출시된 2006년을 기준으로 최신 피파 시리즈라고 할 수 있는 'FIFA 06'과 여러모로 유사한 면이 많다. 그러나 온라인 판이기 때문에 온라인만의 특성을 지니고 있다. 기존 'FIFA 시리즈'에서 있던 커리어모드와 매치모드로 구성되어 있는 것은 같지만, 매치모드의 경우 다른 사용자와의 1:1 대결뿐만 아니라 2:2 대결도 할 수 있으며 단판 승부뿐만 아니라, 토너먼트식으로도 여럿이서 게임을 즐기는 것도 할 수 있다. 한편, 커리어모드에서는 월드투어로 자신이 이끌어나가는 팀을 다른 사용자들과 겨뤄보게 할 수 있다.
그리고 피파 온라인에서는 기존 '피파 06'의 사운드트랙뿐만 아니라, 버즈, 트랜스 픽션, 싸이 등이 부른 월드컵 응원가도 추가되어 화제가 되기도 하였다. 또한 2006년 12월 14일에 실시된 그랜드 업데이트 패치로 사운드 트랙과 로스터, 유니폼, 선수 얼굴 등이 변경되었다. 프
한편, 이 게임의 공동 제작사인 네오위즈게임즈는 2007년에는 기존의 피파 온라인에서 차용한 FIFA 06 엔진 대신에 FIFA 07 엔진을 채용한 '피파 온라인 2'를 출시한다고 발표했다. 제작사에 따르면, '피파 온라인 2'는 기존의 피파 온라인의 단순 업데이트 버전이 아니라, 별도의 게임이 될 것이라고 한다.

## 게임 가이드
접속 시 첫 페이지에서 커리어모드와 매치모드를 선택하는 화면이 나온다.

### 매치 모드
매치모드는 비교적 단순한 편이다. 일단 게임의 구조가 크레이지 아케이드, 카트라이더와 같이 먼저 대기방이 있고 특정한 방에 들어가서 그곳에 있는 다른 피파 온라인 이용자와 게임을 즐기는 형식이다. 다만, 피파 온라인이라는 그 특성에 맞게 방의 성격이 여러 가지가 있다. 기본적으로 '1:1 단판승부'가 있으며 그리고 '2:2 단판승부'가 있다. 1:1은 자신과 다른 상대와 붙는 것이고, 2:2는 자신과 어떤 다른 상대 한 명이 같이 한 팀, 그리고 또 다른 상대 두 명이서 다른 한 팀을 구성하여 서로 붙는 것이다.
그리고 특이할 만한 것은, '토너먼트'전도 있다는 것인데, 4명과 8명이 경기를 할 수 있도록 구성되어 있다. 다만, 여기서 주의할 것은 '토너먼트'전이기 때문에 대결하는 것은 '단판승부'와 차이가 있다는 것이다. 다만, 본인이 토너먼트 1차전에서 승리할 경우, 2차전에서 결승(4명이서 토너먼트를 치를 경우) 또는 4강전(8명이서 토너먼트를 치를 경우)에서 또 다른 상대와 대결하는 것이고, 질 경우에는 그대로 대기방으로 나가지게 된다.
그리고 2006년 9월 7일 업데이트에서, 매치모드에 계급이 등장했다. 이로 인해서 매치모드의 방도 세분화되었다. 기존에는 초보, 2부, 1부리그로만 구성되었던 매치모드 방이 계급에 따라 초보, 아마추어, 3부, 2부, 1부, 자유, 2030리그 등으로 나뉘면서 수준별, 나이별로 게임을 할 수 있게 되었다. 또, 튜토리얼도 추가되어 튜토리얼에서 정하는 목적을 달성할 경우 무료로 아이템이 지급되는 특전이 있다.

#### 매치 모드의 계급
매치모드의 계급 분류와 관련해서는 여기를 참조하라.[현재는 FIFA온라인 공식 사이트가 사라져 확인이 불가능함]

### 커리어 모드
커리어모드는 한 판 승부하고 마는 매치모드와는 달리 자신이 어떤 리그에 있는 특정 한 팀을 선택하여 자신이 그 팀의 감독이 되어 그 팀을 키워 나가는 것이다. 그래서 커리어모드는 매치모드에 비해서는 조금 익히기 힘들 수가 있다. 축구 경기를 하는 것이야 매치모드나 커리어모드나 똑같지만 그 밖에 것은 커리어모드가 훨씬 할 일이 많기 때문이다. 팀 관리 및 재정 관리도 해야 하고, 선수 이적이나 선수 판매를 해야 할 때도 있다. 그리고 감독도 관리도 해야 한다. 그리고 리그전이기 때문에 승점이나 골 득실 등에도 신경을 써야 한다.
일단 리그전에서 게임을 할 경우 게임머니, EP라고 하는 것이 지급된다. 이 EP라고 하는 것은 많은 골 득실차로 승리할수록 더 많이 받는다. 물론 게임에서 지거나 비겼다고 하여 EP가 깎이거나 그대로인 것은 아니다. 감독관리 메뉴에서 인기도를 많이 올렸을 경우에는 게임에서 지더라도 최소한의 금액을 받아갈 수도 있다. 그러나 그렇지 않을 경우에는 승리했더라도 EP를 잃게 된다. 그리고 매 경기마다 경험치를 얻어 레벨업을 하고 좋은 팀으로 가는 데 밑거름이 된다. 그리고 커리어모드에서는 컴퓨터를 상대하는 리그 내에서의 리그전뿐만 아니라 월드투어라 하여 자신이 이끌어가나는 팀의 레벨과 비슷한 다른 상대가 나와서 한 판 승부를 벌인다. 물론, 이 월드투어의 경우에도 게임머니도 지급되며 경험치도 획득한다.
그리고 처음 커리어모드를 시작할 때는 모든 구단을 선택할 수는 없다. 처음에는 유럽 각국 리그에서 2부리그의 일부팀, K리그의 일부의 팀 등으로 선택이 제한된다. 한마디로 말해 보통 명문팀(첼시 FC, 맨체스터 유나이티드 FC, FC 바르셀로나, 레알 마드리드 CF, FC 인테르나치오날레 밀라노, AC 밀란, FC 바이에른 뮌헨, 올랭피크 리옹 같은)이라 여기는 그런 팀들은 처음에 선택이 불가능하다는 소리이다. 그러나, 그 팀으로 자꾸 경기를 치르게 되고, 관리를 잘해 리그에서 우승하면, 더 좋은 팀으로 가거나 혹은 그 팀을 다시 이끌어나갈 수 있다. 단, 기존팀에서 재계약 시에는 재계약 보너스가 주어지고 리그 우승을 할 경우에도 또한 보너스가 지급된다. 그리고 팀을 옮길 경우에, 모든 선수를 옮길 수 있는 것은 아니며 2명의 선수에 한해서 옮길 수 있다(단, 캐시 아이템을 사용하지 않을 시에).
그리고, 2006년 9월에는 나만의 팀이 신설되었다. 자신이 직접 팀을 생성하고 선수를 선택할 수 있으며, 엠블럼과 유니폼도 선택이 가능하다. 그리고 일반 리그팀을 선택하는 것과는 달리 선수 모두를 다른 팀으로 감독과 같이 옮겨갈 수 있다. 그 밖에 커리어모드에 대한 자세한 설명은 여기를 참조하라.

### 기타
2010년 5월 말에 이루어지는 업데이트로, 기존 피파온라인 2의 피파 07엔진에서 피파 10 엔진으로 업데이트된다.

#### 아이템샵
피파 온라인은 부분 유료화 게임이므로 다양한 캐시 아이템을 구매할 수 있다. (물론, 커리어모드의 경우 게임 머니인 EP만으로도 구입이 가능한 아이템이 있다.) 아이템에 관한 상세한 내역은 여기를 참조하라.

### 축구 경기 내에서의 게임 조작법
기본 조작법, 고급 조작법, 개인기와 같은 모든 게임의 조작법은 다음의 페이지를 참고하라.

## 배경 음악
현재의 배경 음악은 '피파 06'의 사운드트랙과 동일하다. '피파 06'의 사운드트랙에 삽입된 음악이 현재 '피파 온라인'의 배경음악이기도 하다. 거기에다, 2006년 대한민국 월드컵 응원가였던 버즈의 <Reds, Go Together!>, 트랜스 픽션의 <승리를 위하여>, 싸이의 <We Are The One> 등이 삽입되었다.

## 같이 보기
- FIFA 온라인 2
- FIFA 온라인 3
- FIFA 시리즈